# 平衡高度

斜溫圖上標示出氣塊沿著A-B-C-E上升過程中的溫度 (T) 和露點溫度 (Tw)，其中的E點即為平衡高度。

在氣象學中，平衡高度（Equilibrium level, EL）為，當上升氣塊遇到與自身溫度相當的環境空氣時的所在高度。
氣塊上升至平衡高度，意味著原本不穩定的氣塊來到一個浮力平衡的穩定狀態，對流活動也隨之減緩。通常上升氣流會發展到接近對流層頂和積雨雲的雲砧部分為止，因此平衡高度也相當接近此高度，除了在某些情形下上升氣流可能因動量過大而衝過平衡高度，一般情形中，積雨雲的上升氣流其實會在接近平衡高度前數公里就開始減速。以冰晶為主要組成的雲砧在陸地上空發展的高度平均而言較海上來得高，但海陸的平衡高度差異並不大。

## 更多相關
- 大氣熱力學
- 對流不穩定度
- 自由對流高度
- 舉升凝結高度

## 外部連結
- The Difference Between the Equilibrium Level and Maximum Parcel Level （页面存档备份，存于）
- Identity of Storm Features